# Aloe arborescens subsp. arborescens
Aloe arborescens subsp. arborescens, es una subespecie del género Aloe, originaria del sur de África.

## Taxonomía
Aloe arborescens subsp. arborescens
Sinonimia
- Aloe arborea Medik.
- Aloe arborescens var. frutescens (Salm-Dyck) Link
- Aloe arborescens var. milleri A.Berger
- Aloe arborescens var. natalensis (J.M.Wood & M.S.Evans) A.Berger
- Aloe arborescens var. pachystyrsa A.Berger
- Aloe arborescens var. viridifolia A.Berger
- Aloe frutescens Salm-Dyck
- Aloe fruticosa Lam.
- Aloe fulgens Tod.
- Aloe mutabilis Pillans
- Aloe natalensis J.M.Wood & M.S.Evans
- Aloe perfoliatum Meyen
- Aloe principis (Haw.) Stearn
- Aloe salm-dyckiana Schult. & Schult.f.
- Aloe salm-dyckiana var. fulgens (Tod.) A.Berger
- Aloe sigmoidea Baker
- Pachidendron principis Haw.[3]